# Prosobranchia
Prosobranchia é uma das antigas subclasses de moluscos gastrópodes numa classificação agora em desuso por ser parafilética. 
Os prosobrânquios ocupam habitats terrestres e aquáticos e encontram-se actualmente classificados nas subclasses Eogastropoda e Orthogastropoda.